# Bellium
Genre
Classification APG II (2003)
Bellium est un genre de plante à fleurs de la famille des Asteraceae.
Ce sont des plantes herbacées.

## Liste d'espèces
Selon NCBI (27 avr. 2016) :
- Bellium artrutxense
- Bellium bellidioides
- Bellium crassifolium
- Bellium minutum
- Bellium nivale